# Cantone di Andolsheim
Il Cantone di Andolsheim era una divisione amministrativa dell'arrondissement di Colmar.
A seguito della riforma approvata con decreto del 21 febbraio 2014, che ha avuto attuazione dopo le elezioni dipartimentali del 2015, è stato soppresso.

## Composizione
Comprendeva i comuni di:
- Andolsheim
- Artzenheim
- Baltzenheim
- Bischwihr
- Durrenentzen
- Fortschwihr
- Grussenheim
- Holtzwihr
- Horbourg-Wihr
- Houssen
- Jebsheim
- Kunheim
- Muntzenheim
- Riedwihr
- Sundhoffen
- Urschenheim
- Wickerschwihr
- Widensohlen